# Marcel Pilet-Golaz

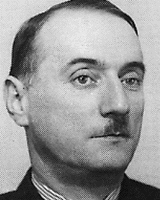
Marcel Pilet-Golaz

Marcel Pilet-Golaz (Cossonay, 31 augustus 1889 – Parijs, 11 april 1958) was een Zwitsers politicus.

## Loopbaan
Pilet-Golaz promoveerde in 1912 in de rechten en was daarna advocaat. Van 1921 tot 1928 was hij voor de Vrijzinnige-Democratische Partij (FDP) lid van de Grote Raad van Vaud. Van 1925 tot 1928 was hij lid van de Nationale Raad. Als lid van de Nationale Raad stemde hij in 1926 tegen het stakingsrecht.
Op 13 december 1928 werd Pilet-Golaz als opvolger van partijgenoot Ernest Chuard in de Bondsraad gekozen (ondanks protesten van de linkervleugel van de FDP en de socialisten). Hij bleef lid tot 31 december 1944. Als lid van de Bondsraad beheerde hij achtereenvolgens het Departement van Binnenlandse Zaken (1929), het Departement van Posterijen en Spoorwegen (1930-1939, het Departement van Politieke Zaken (1940), het Departement van Posterijen en Spoorwegen (1940) en het Departement van Politieke Zaken (1941-1944). 
Pilet-Golaz was in 1933 en in 1944 vicepresident en in 1934 en in 1940 bondspresident.
Als lid van de Bondsraad steunde hij het financiële beleid van bondsraad Jean-Marie Musy, iets waarvoor hij door de linkervleugel van zijn partij (FDP) en de Sociaaldemocratische Partij fel werd bekritiseerd. Binnen de Bondsraad bestond er een persoonlijke rivaliteit tussen de Franstalige Pilet-Golaz en de Duitstalige Rudolf Minger (SVP).
In de jaren 30 pleitte Pilet-Golaz samen met Philipp Etter (Conservatieve Partij) voor een meer autoritair staatsbestel. Ook (de eveneens uit Vaud afkomstige) kolonel Henri Guisan (tijdens de Tweede Wereldoorlog opperbevelhebber van het Zwitserse leger) bepleitte een autoritaire staat.
In het bewogen jaar 1940, toen Pilet-Golaz bondspresident was, sprak hij - kort na de val van Parijs - met een afvaardiging van de fascistisch georiënteerde Nationale Bewegung Schweiz (NBS). Dit wekte de woede van het parlement. In 1944 werd Pilet-Golaz niet gekozen als bondspresident voor het jaar 1945, iets wat uniek is, omdat een vicepresident bijna altijd tot bondspresident wordt gekozen. Pilet-Golaz zag dit als een nederlaag en gebrek aan vertrouwen, hij trad af.
Pilet-Golaz was, althans in eigen ogen, geen fascist, maar een "realist". Tot 1942 ging hij uit van een overwinning van de asmogendheden (nazi-Duitsland, Italië) en daar Zwitserland geheel omringd was door fascistische staten (nazi-Duitsland, fascistisch Italië, Petains Frankrijk) moest Zwitserland in de ogen van Pilet-Golaz in goed contact met de asmogendheden blijven staan.
Na zijn aftreden verdween Pilet-Golaz compleet uit het publieke leven.